# Tambor del Bruch

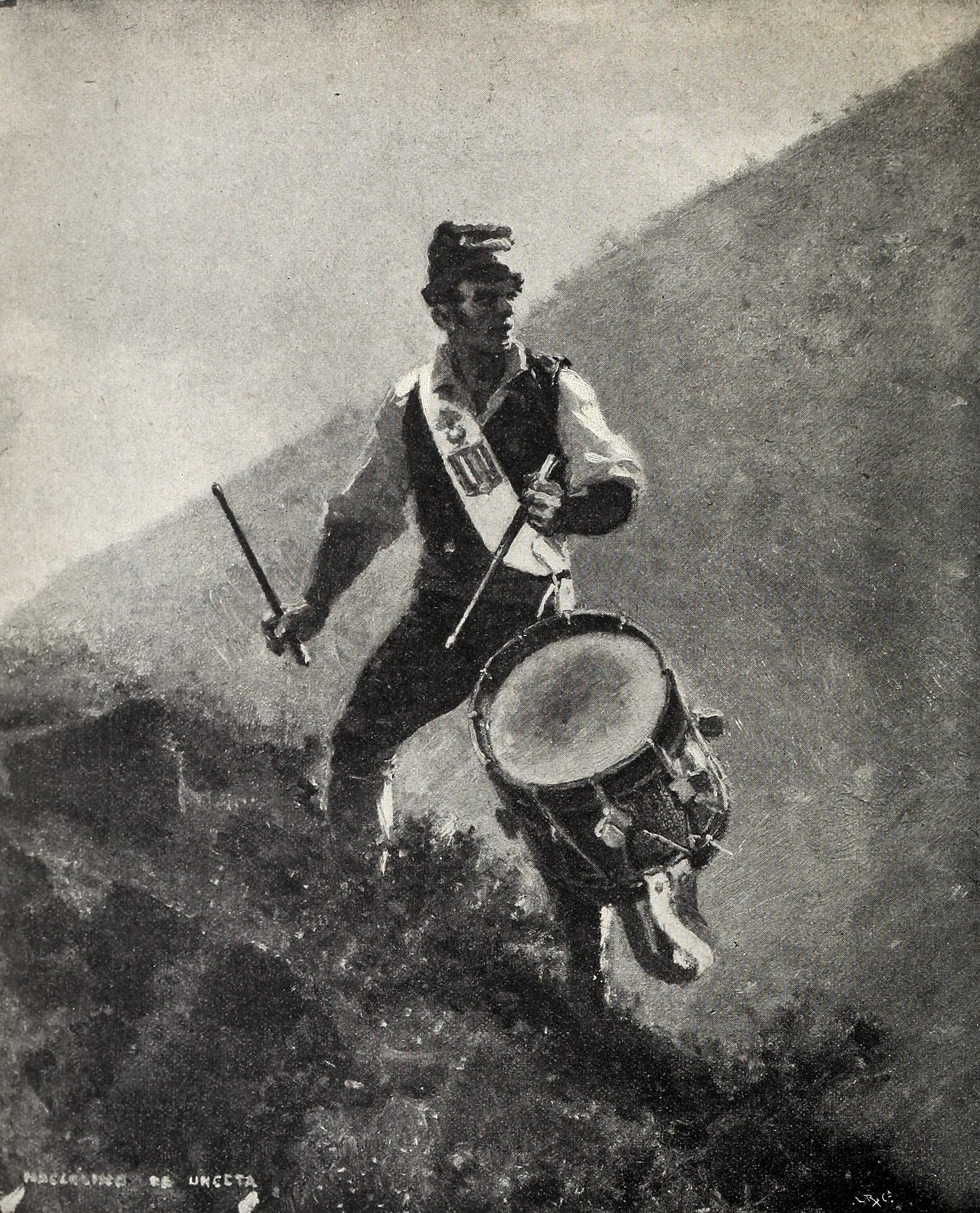
El tamborilero del Bruch en una ilustración de Marcelino de Unceta (1897).

El Tambor del Bruch o Tamborilero del Bruch es el nombre de una leyenda formada a partir de hechos ocurridos en 1808 durante la Guerra de la Independencia Española. La identidad real del tamborilero se atribuye a Isidro Llusá y Casanovas, nacido en la localidad barcelonesa de Sampedor el 15 de marzo de 1791 y muerto en 1809.

## Hechos históricos
El 9 de febrero de 1808, autorizado por el rey Carlos IV, el general del ejército napoleónico francés Guillaume Philibert Duhesne, entró en España por el paso de La Junquera y a mediados de febrero ya había llegado a Barcelona. Los franceses pasaron a gobernar Cataluña y esta entró en una crisis económica principalmente por la interrupción del comercio con América (en Manresa, por ejemplo, se repartieron 3400 y 3500 raciones diarias de "sopa económica"). La invasión, la crisis y la animadversión a las ideas anticlericales y revolucionarias que representaban la Francia de aquella época, explica la tenaz resistencia de los catalanes al nuevo régimen francés. Por otro lado, la llegada de los franceses a otros lugares de España y el derrocamiento efectivo del monarca español provocaron revueltas contra el nuevo poder francés, como la de Madrid del 2 de mayo. 
El 4 de junio de 1808 una columna francesa dirigida por el general Schwartz salió de Barcelona en dirección a Lérida y Zaragoza con órdenes de castigar las poblaciones de Manresa e Igualada, la primera por la quema del papel sellado y la otra por su situación estratégica en el camino real. Los efectivos franceses eran de 3800 hombres, básicamente italianos y suizos. El 6 de junio empezó la batalla del Bruch.
El ejército español era en parte profesional con combatientes también suizos dirigidos por el teniente suizo Franz Krutter Grotz y en parte voluntarios de los somatenes catalanes de Manresa, Igualada, Tárrega y cercanías y en total eran unos 2.000 hombres. El ejército francés fue vencido en una emboscada y 300 de sus hombres murieron.
El 14 de junio de 1808 tuvo lugar la segunda batalla del Bruch, mucho más importante desde el punto de vista militar y ya sin el factor sorpresa, y donde las fuerzas francesas eran mucho más importantes y dirigidas por el general Joseph Chabran que era más experimentado. Los franceses llegaron al Bruch por dos columnas se enfrentaron a las fuerzas regulares (unos 1.500 soldados) y somatenes españoles, dirigidas por Joan Baget de los tercios de Lérida y de Tárrega además de los regimientos suizos. La artillería española decidió la batalla a su favor.

## Génesis de la leyenda del Tambor del Bruch
La importancia de las batallas del Bruch es que rompieron con el mito de la imbatibilidad del ejército de Napoleón. 
El Diario de Manresa del 26 de septiembre de 1808 explica los hechos de una manera ("sólo con sus propias fuerzas, sin caballería, artillería ni jefe militar que los dirigiese... ") que sería el embrión de la creación de la leyenda respecto a la lucha de un pueblo desarmado frente al gran ejército invasor. Ya en 1809 el historiador Cabanes escribe sobre un muchacho de Sampedor erigido en general en jefe y posteriormente se dijo que era Isidro Llusá y Casanovas, que utilizaba un tambor de las cofradías. 
Cuenta la leyenda que la reverberación del sonido del tambor al chocar con las paredes de Montserrat hizo creer que el número de soldados españoles era muy superior al que realmente había. 
El tamborilero del Bruch tiene varios monumentos en el Bruch, en Sampedor y Barcelona.

## El monumento en Bruch

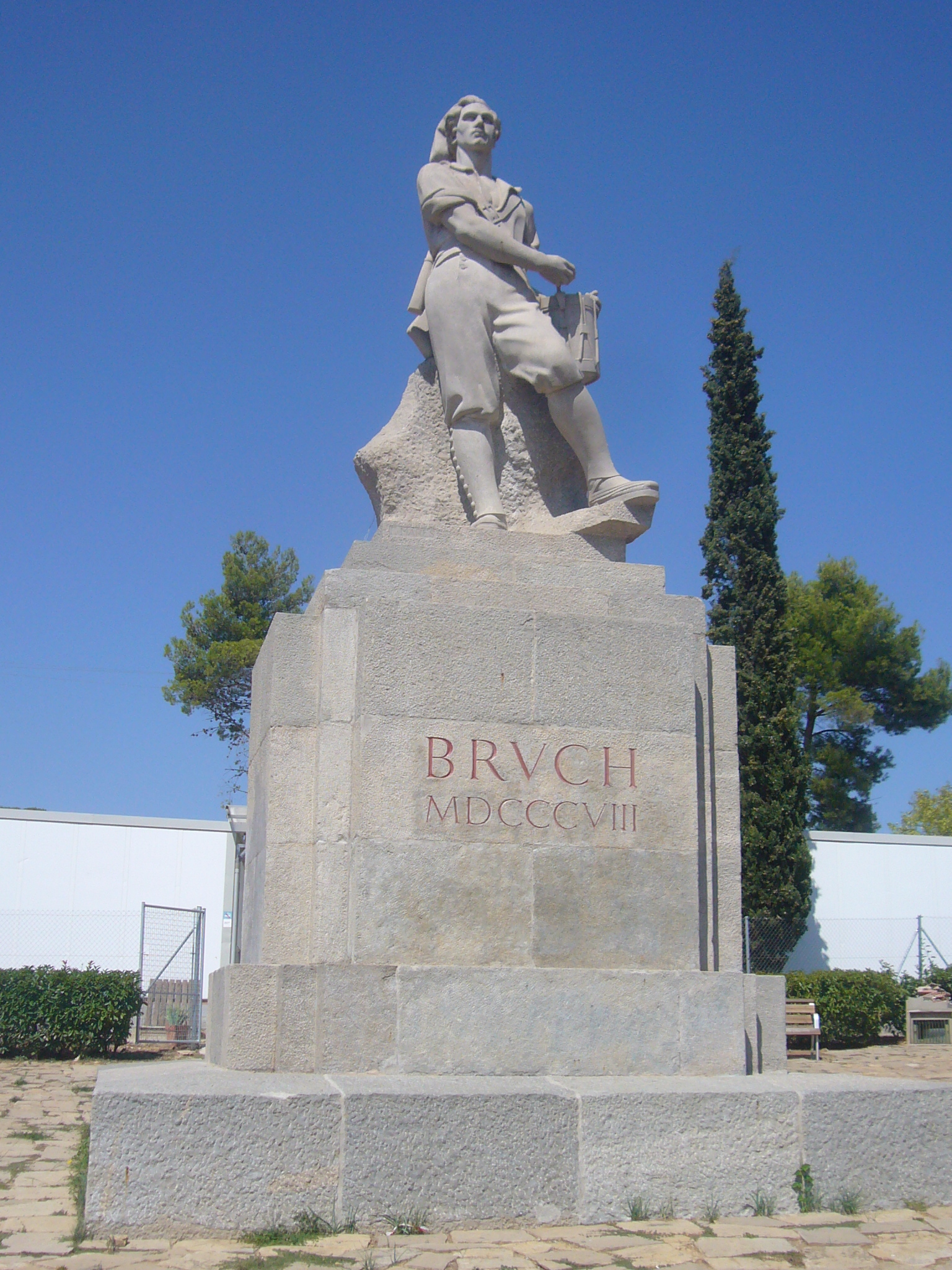
Monumento al tamborilero del Bruch (1960), obra de Frederic Marès.

En Bruch (provincia de Barcelona), está erigida una estatua en honor a Isidro Llusá y Casanovas, que memora, además, las batallas ganadas a los franceses en los días 6 y 14 de junio de 1808. 
En el monumento se encuentra una inscripción donde se lee:

Viajero, para aquí, que el francés también paró, el que por todo pasó no pudo pasar de aquí.